# Согласительный совет депутатских фракций
Согласительный совет депутатских фракций (укр. Погоджувальна рада депутатських фракцій) — это орган Верховной Рады Украины, образованный в 1994 году с целью содействия организации подготовки вопросов, подлежащих рассмотрению в парламенте. С 2000 года, кроме чисто совещательных, получила и некоторые административно-распорядительные полномочия. Согласительный совет определяет нерассмотренные статьи конституционного проекта или их отдельные части и вносит предложения об их «предупредительном» рассмотрении. Парламент рассматривает определенные Согласительным советом статьи и их отдельные части в редакции, предложенной Временной специальной комиссией, и принимает по ним решения в соответствии с Регламентом. При отклонении предложения Комиссии голосуются альтернативные поправки к этому предложению. В случае отклонения всех поправок предполагалась выработка согласительной редакции ее текста с учетом поправок, набравших наибольшее количество голосов, согласительные предложения должны разрабатываться согласительным советом и передаваться во Временную специальную комиссию для обработки и внесения их на рассмотрение парламента.